# Provincia de Mashonalandia Occidental
Mashonalandia Occidental es una provincia de Zimbabue. Tiene una superficie de 57.441 km² y su población aproximada es de unos 1,5 millones de habitantes en 2012. Su capital es la ciudad de Chinhoyi.
- Datos: Q457189
- Multimedia: Mashonaland West / Q457189